# Nigidius impressicollis
Nigidius impressicollis es una especie de coleóptero de la familia Lucanidae.

## Distribución geográfica
Habita en Assam (India).